# Hedwig Dohm
Hedwig Dohm (nacida Marianne Adelaide Hedwig Schlesinger, Berlín, 20 de septiembre de 1831-1 de junio de 1919) fue una escritora y feminista alemana. Fue una de las primeras teóricas en defender que los comportamientos específicos del sexo provienen de la cultura, y no de una determinación biológica.

## Biografía

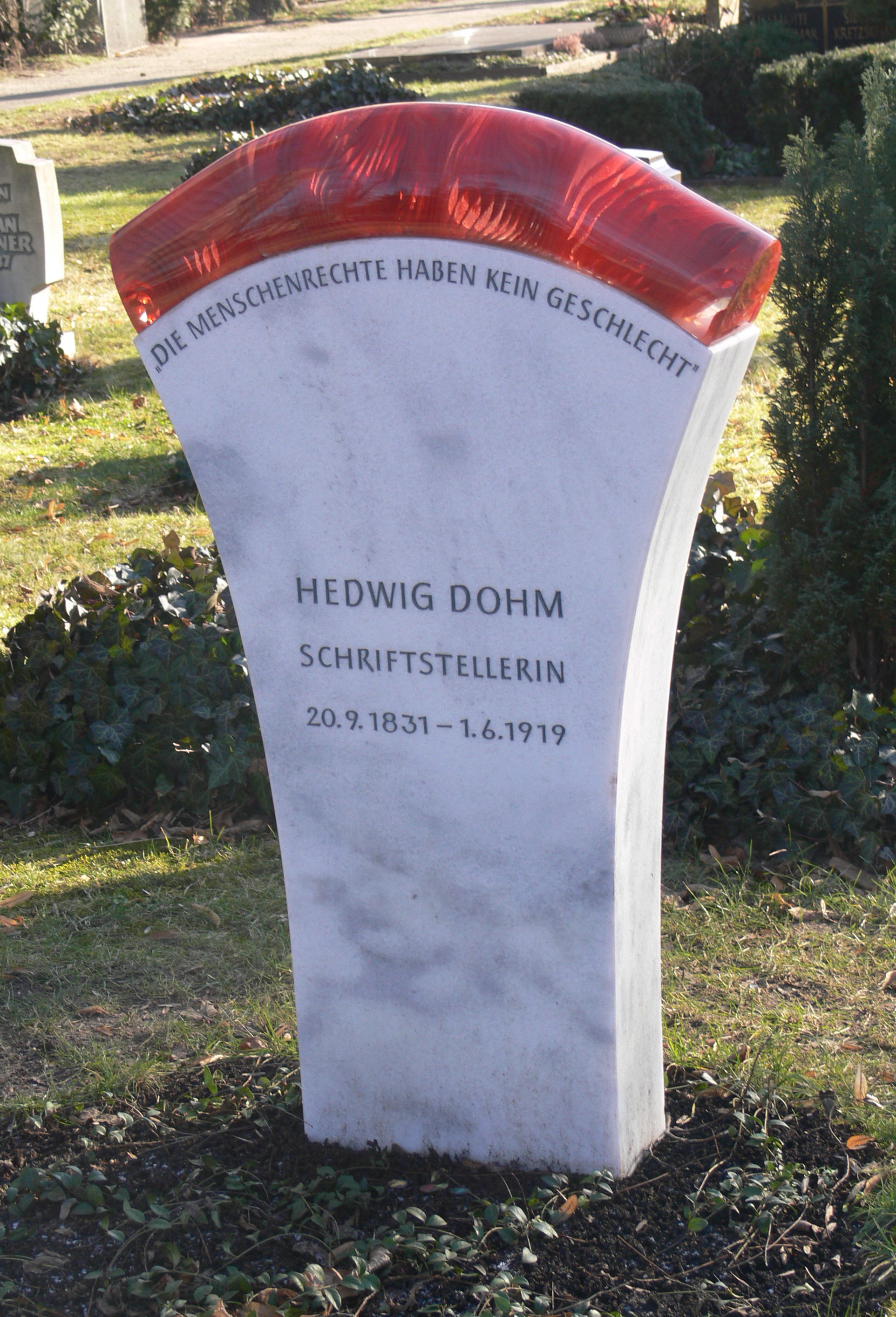
Tumba de Hedwig Dohm en Berlín

Fue la tercera de los dieciocho hijos de Gustav Adolph Gotthold Schlesinger, fabricante de tabaco, y de su esposa Wilhelmine Henriette Jülich. Como muchos de sus hermanos y hermanas, nació fuera de la legitimidad, porque su abuelo paterno rechazaba la unión de sus padres y amenazaba con desheredarlos. Después de la muerte del abuelo en 1838, sus progenitores se casaron. El padre, de origen judío, se convirtió al protestantismo en 1817 y, a partir de 1851 utiliza el nombre de Schleh.
Las hijas tuvieron una educación limitada, solo los chicos pudieron continuar los estudios. Abandonó la escuela a los 15 años. Tres años más tarde, entró en un seminario. En 1853 se casó con Ernst Dohm, redactor en jefe del periódico satírico Kladderadatsch, con el que tuvo cinco hijos entre 1854 y 1860: Hans (1854-1865), Gertru Hedwig Anna (después llamada Hedwig Pringsheim), Ida Marie Elsbeth, Marie Pauline Adelheit y Eva (esposa de Max Klein y de Georg Bondi). Hedwig Dohm fue la abuela de Katia Mann, la esposa de Thomas Mann.
La pareja Dohm frecuentaba el ambiente intelectual de Berlín. Escribió su primera publicación en 1867. En la primera mitad de los años 1870 publicó sus cuatro primeros libros feministas, en los cuales pidió la plena igualdad jurídica, social y económica entre los hombres y las mujeres. Fue incluso una de las primeras personas en pedir el derecho de voto de las mujeres. Estas publicaciones la hicieron famosa y suscitaron controversia, fue criticada por los conservadores, pero también por las demás feministas que le reprocharon su radicalismo. Estas mujeres de la clase media exigían simplemente una mejor educación para las niñas y las mujeres. Al finalizar esta década, publicó varias comedias que fueron representadas en el  Schauspielhaus de Berlín.
En 1883, Ernst Dohm  murió después de una larga enfermedad. Tras su muerte, Hedwig Dohm comenzó a escribir historias y novelas. Al finalizar los años 1880, el feminismo radical se impuso y rehízo publicaciones políticas en los periódicos y las revistas. Fue igualmente cofundadora de varias asociaciones radicales. Conoció a Minna Cauer que a los 74 años fue miembro de la sesión inaugural de la Unión para el amparo de las madres y la reforma sexual (Deutscher Bund für Mutterschutz und Sexualreform llevada por Helene Stöcker). Hasta su muerte, se posicionó a través de muchos escritos, en debates sobre la literatura y la política.
Durante la Primera Guerra Mundial, fue una de las escasas personas en criticar el chovinismo. Solo publicó en las revistas pacifistas como Die Aktion de Franz Pfemfert. Vivió la iniciación del derecho de voto de las mujeres en Alemania en 1918.

## Obra
Hedwig Dohm es una líder de opinión al comienzo del feminismo. Exige la misma educación para las chicas que para los chicos. Para ella, la independencia económica tiene que permitir a las mujeres escapar de la "prisión del matrimonio", para tener una unión consentida tanto por la mujer como por el hombre. Pide, por otra parte, el derecho de voto de las mujeres.
En 1902, publica Die Antifeministen (Las antiféministes), un discurso lleno de humor sobre las contradicciones y el miedo del sexo femenino sobre los argumentos para no  darles el poder. En 1903, en Die Mütter (Las madres), escribe que no cree en el  instinto maternal, un sentimiento que está impuesto a las mujeres en ausencia de otras posibilidades de vida. Propone abrir la educación a través de las instituciones.

### Escritos políticos
- Was die Pastoren von den Frauen denken, 1872
  - Neuausgabe Was die Pastoren denken. Ala, Zürich 1986,  (ISBN 3-85509-027-0)
- Der Jesuitismus im Hausstande, 1873
  - Neuausgabe Falsche Madonnen. Jesuitismus im Hausstande von 1893. Ala, Zürich 1989,  (ISBN 3-85509-030-0)
- Die wissenschaftliche Emancipation der Frauen, 1874
  - Neuausgabe Emanzipation. Die wissenschaftliche Emancipation der Frauen. Der Text von 1874 (und weitere Schriften von und über Dohm bis 1919.) Ala, Zürich 1977,  (ISBN 3-85509-008-4) (Über den Universitäts-Zugang. Auch in Marlis Gerhardt, Hg.: Essays berühmter Frauen. Lou Andreas-Salomé; Hannah Arendt; Else Lasker-Schüler; Marieluise Fleißer; Ulrike Meinhof; Silvia Bovenschen u. tiene. Insel, Frankfurt 1997  (ISBN 3458336419))
- Der Frauen Natur und Recht. Zur Frauenfrage. Zwei Abhandlungen über Eigenschaften und Stimmrecht der Frauen, 1876
  - Neuausgabe (Nachdruck): Ala, Zürich 1986,  (ISBN 3-85509-029-7)
- Die Antifeministen. Ein Buch der Verteidigung, 1902 Online en alemán
- Die Mütter. Ein Beitrag zur Erziehungsfrage, 1903
- Der Missbrauch de los Todes, 1915

### Otros escritos
- "Werde, die du bist!" Wie Frauen werden. Dos nuevas, 1894
  - Neuausgabe Wie Frauen werden: Zenodot, Berlín 2007,  (ISBN 3-86640-178-7)
- Sibilla Dalmar. 1896
- Schicksale einer Seele. 1899
- Christa Ruland, 1902
- Erinnerungen (puso Hedda Kosch). Ala, Zürich 1980,  (ISBN 3-85509-013-0)
  - Neuausgabe: Zenodot, 2007,  (ISBN 3-86640-126-4)
- Sommerlieben. Freiluftnovelle. Ebersbach, Berlín 2006,  (ISBN 3-938740-25-6)

### Publicaciones en lengua francesa
- Deviens celle que tu es, traduction par Marie-France de Palacio de "Werde, die du bist!" Wie Frauen werden, Éd. J. Corti, 2009.